# Ояма Ивао
Князь Ояма Ивао (яп. 大山 巌 О:яма Ивао, 12 ноября 1842, город Кагосима, княжество Сацума (ныне — префектура Кагосима) — 10 декабря 1916, префектура Фукуока) — японский военный деятель, маршал Японской империи (20.01.1898), сыграл важную роль в создании японской армии современного типа.

## Биография
Родился в княжестве Сацума (ныне — префектура Кагосима) в семье древнего самурайского рода.
Отличился во время войны Босин в рядах сторонников императора.
Во время франко-прусской войны находился при прусских войсках, изучая передовой опыт ведения войны. В 1871—1874 годах получил военное образование во Франции и Швейцарии.
Когда в 1877 году его близкий родственник Сайго Такамори поднял самурайское восстание в Сацуме (к которому присоединился также старший брат Оямы), остался верен правительству — командовал бригадой при подавлении мятежа, используя при этом полученный в Европе опыт.
В 1878—1879 годах был заместителем начальника Генерального штаба Сухопутных войск. В 1879 году назначен заместителем министра внутренних дел и начальником столичной (токийской) полиции. В 1880—1891 годах — министр Сухопутных войск, в 1882—1884 годах — начальник Генерального штаба Сухопутных войск. В 1883 году совершил путешествие в Европу для изучения опыта организации армий. После возвращения, 7 июля 1884 года, получил титул графа. 17 мая 1891 года Ояма получил звание полного генерала.

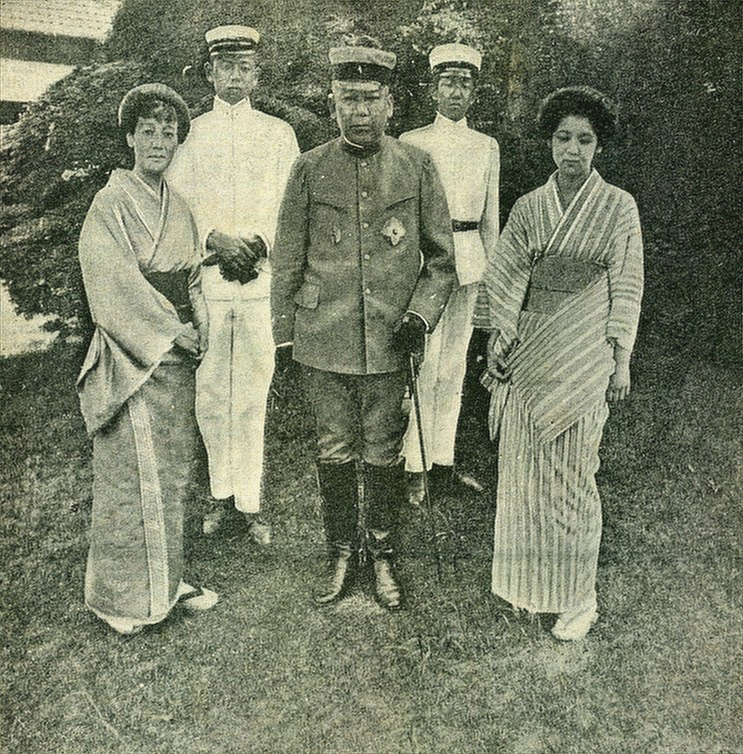
Ояма Ивао с семьёй (1904 год)

В 1892—1896 год — вновь министр Сухопутных войск. Проводил политику милитаризации страны.
После начала в 1894 году японо-китайской войны (1894—1895) — командовал 2-й армией, высадившейся на Ляодунском полуострове, штурмом взявшей Люйшунь. Затем армия пересекла Жёлтое море и захватила крепость Вэйхайвэй. По итогам этой кампании, 5 августа 1895 года получил титул маркиза и стал членом Тайного совета при императоре. 20 января 1898 года Ояма получил звание маршала Японской империи.
В 1899—1904 годах — вновь начальник Генштаба. Под его руководством был разработан план войны с Россией и проведена тщательная подготовка японской армии к кампании.
В июне 1904 года был назначен главнокомандующим японскими войсками в Маньчжурии. Участвовал в сражениях при Ляояне, реке Шахе, Мукдене.
В 1905—1906 годах — третий раз возглавляет Генштаб.
21 сентября 1907 года император Муцухито пожаловал Ояме титул князя. В 1912 году назначен гэнро. В 1915 году — министром — хранителем печати Японии.

## Награды
- Цепь Высшего ордена Хризантемы (1 апреля 1906)
- Высший орден Хризантемы (3 июня 1902)
- Орден Восходящего солнца с цветами павловнии (5 августа 1895)
- Орден Восходящего солнца 1-й степени (1 ноября 1882)
- Орден Восходящего солнца 2-й степени (9 ноября 1877)
- Орден Золотого коршуна 1-й степени (1 апреля 1906)
- Орден Золотого коршуна 2-й степени (5 августа 1895)
- Медаль в память о принятии Конституции (25 ноября 1889)
- Медаль за участие в японо-китайской войне (18 ноября 1895)
- Медаль за участие в русско-японской войне (1 апреля 1906)
- Медаль в память о вступления на престол императора Ёсихито (10 ноября 1915)
- Медали за участие в мировой войне  (1 апреля 1916)
- Орден Железной короны 1-й степени (Австро-Венгрия, 9 февраля 1885)
- Орден Заслуг (Великобритания, 5 апреля 1906)
- Орден Чёрного орла (Германия (Пруссия))
- Орден Короны (Германия (Пруссия), 4 февраля 1884)
- Орден Святых Маврикия и Лазаря, большой крест (Италия, 9 февраля 1885)
- Орден Короны Италии, большой крест (Италия, 20 марта 1883)
- Орден Белого орла (Россия, 1885)
- Орден Короны Таиланда, большой крест (Сиам, 1 мая 1891)
- Орден Османие 1-й степени (Турция, 27 мая 1891)
- Орден Почётного легиона, большой крест (Франция, 27 декабря 1906)
- Орден Почётного легиона, великий офицер (Франция, 13 апреля 1883)

## Также
В честь Ояме Ивао было названо село Ояма в Британской Колумбии.